# Maira longicornis
Maira longicornis là một loài ruồi trong họ Asilidae. Maira longicornis được Meijere miêu tả năm 1913. Loài này phân bố ở miền Australasia.